# Pueblo Nuevo (Teksas)
Pueblo Nuevo je naseljeno mjesto za statističke potrebe u američkoj saveznoj državi Teksas. Prema popisu stanovništva iz 2010. u njemu je živjelo 521 stanovnika.